# Trond Egil Soltvedt
Trond Egil Soltvedt (ur. 15 lutego 1967 w Voss) – norweski piłkarz grający na pozycji bocznego pomocnika. W reprezentacji Norwegii rozegrał 4 mecze.

## Kariera klubowa
Karierę piłkarską Soltvedt rozpoczął w klubie Ny-Krohnborg. W 1988 roku odszedł z niego do Vikinga. W tamtym roku zadebiutował w jego barwach w pierwszej lidze norweskiej. W 1989 roku zdobył z Vikingiem Puchar Norwegii, a w 1991 roku wywalczył z tym klubem mistrzostwo Norwegii. W 1992 roku odszedł do SK Brann. Zawodnikiem Brann był do końca 1994 roku, a na początku 1995 roku przeszedł do Rosenborga Trondheim. Wraz z Rosenborgiem trzykrotnie był mistrzem kraju w latach 1995-1997. Zdobył też puchar kraju w 1995 roku.
W połowie 1997 roku Soltvedt przeszedł za 500 tysięcy funtów do angielskiego Coventry City. W Premier League zadebiutował 9 sierpnia 1997 roku w wygranym 3:2 domowym spotkaniu z Chelsea. W Coventry grał przez dwa sezony w podstawowym składzie.
W 1999 roku Soltvedt odszedł za 300 tysięcy funtów do Southamptonu. W nowym zespole swój debiut zanotował 4 sierpnia 1999 w zwycięskim 4:2 domowym meczu z Newcastle United. W Southamptonie przez dwa sezony występował wraz z rodakami: Clausem Lundekvamem, Jo Tessemem i Egilem Østenstadem.
W 2001 roku Soltvedt ponownie zmienił klub i został piłkarzem Sheffield Wednesday, do którego przeszedł na zasadzie wolnego transferu. W Division One zadebiutował 13 lutego 2001 w meczu z Tranmere Rovers (1:0). W zespole z Sheffield grał do lata 2003. W 2004 roku grał w Hovding IL, w którym zakończył karierę piłkarską.
| Sezon   | Klub                | Kraj     | Rozgrywki      | Mecze | Bramki |
| ------- | ------------------- | -------- | -------------- | ----- | ------ |
| 1988    | Viking FK           | Norwegia | Tippeligaen    | 21    | 3      |
| 1989    | Viking FK           | Norwegia | Tippeligaen    | 11    | 3      |
| 1990    | Viking FK           | Norwegia | Tippeligaen    | 20    | 3      |
| 1991    | Viking FK           | Norwegia | Tippeligaen    | 13    | 1      |
| 1992    | SK Brann            | Norwegia | Tippeligaen    | 22    | 6      |
| 1993    | SK Brann            | Norwegia | Tippeligaen    | 21    | 16     |
| 1994    | SK Brann            | Norwegia | Tippeligaen    | 21    | 12     |
| 1995    | Rosenborg BK        | Norwegia | Tippeligaen    | 25    | 4      |
| 1996    | Rosenborg BK        | Norwegia | Tippeligaen    | 26    | 10     |
| 1997    | Rosenborg BK        | Norwegia | Tippeligaen    | 9     | 4      |
| 1997/98 | Coventry City       | Anglia   | Premier League | 30    | 1      |
| 1998/99 | Coventry City       | Anglia   | Premier League | 27    | 2      |
| 1999/00 | Southampton FC      | Anglia   | Premier League | 24    | 1      |
| 2000/01 | Southampton FC      | Anglia   | Premier League | 6     | 1      |
| 2000/01 | Sheffield Wednesday | Anglia   | Division One   | 15    | 1      |
| 2001/02 | Sheffield Wednesday | Anglia   | Division One   | 38    | 1      |
| 2002/03 | Sheffield Wednesday | Anglia   | Division One   | 21    | 0      |

## Kariera reprezentacyjna
W reprezentacji Norwegii Soltvedt zadebiutował 18 stycznia 1997 roku w przegranym 0:1 towarzyskim spotkaniu z Koreą Południową. Od 1997 do 1998 roku rozegrał w kadrze narodowej 4 mecze.
| Mecze i gole w reprezentacji | Mecze i gole w reprezentacji | Mecze i gole w reprezentacji | Mecze i gole w reprezentacji | Mecze i gole w reprezentacji | Mecze i gole w reprezentacji | Mecze i gole w reprezentacji |
| #                            | Data                         | Stadion                      | Rywal                        | Wynik                        | Gol                          | Rozgrywki                    |
| 1997                         | 1997                         | 1997                         | 1997                         | 1997                         | 1997                         | 1997                         |
| ---------------------------- | ---------------------------- | ---------------------------- | ---------------------------- | ---------------------------- | ---------------------------- | ---------------------------- |
| 1.                           | 18.01.1997                   | Melbourne, Australia         | Korea Południowa             | 0:1                          | 0                            | towarzyski                   |
| 2.                           | 22.01.1997                   | Brisbane, Australia          | Nowa Zelandia                | 3:0                          | 0                            | towarzyski                   |
| 3.                           | 25.01.1997                   | Sydney, Australia            | Australia                    | 0:1                          | 0                            | towarzyski                   |
| 1998                         |                              |                              |                              |                              |                              |                              |
| 4.                           | 25.03.1998                   | Bruksela, Belgia             | Belgia                       | 2:2                          | 0                            | towarzyski                   |